# Danijel Borović
Danijel Borović (Kneginec Gornji, 17. prosinca 1958.), umirovljeni pukovnik Hrvatske vojske.
Vojni je pilot koji je svojim preletom 4. veljače 1992. iz JNA Hrvatskoj stavio na raspolaganje prvi nadzvučni borbeni zrakoplov MIG-21bis. Ustrojem 1. lovačke eskadrile HRZ-a preuzima funkciju zamjenika zapovjednika te kasnije postaje zapovjednik 1. lovačke eskadrile HRZ-a. Odlikovani je sudionik svih važnih operacija Domovinskog rata.

## Karijera

### Školovanje
Nakon završetka osmogodišnje škole, u Knegincu Gornjem kod Varaždina, Danijel Borović se odlučuje za poziv vojnog pilota i upisuje Zrakoplovnu vojnu gimnaziju "Maršal Tito" u Mostaru koju uspješno završava.
Školovanje nastavlja na Zrakoplovnoj vojnoj akademiji u Zadru gdje 1981. godine stječe zvanje potporučnika pilota.
Kao jedan od najboljih pilota u svojoj klasi, odabran je za preobuku na nadzvučni avion MIG-21, koju obavlja na vojnom Aerodromu Batajnica kod Beograda.

### Vojna karijera u JNA
Nakon završetka preobuke 1982. godine, dobiva raspored u 117. lap (lovački avijacijski puk), tada po važnosti  jedna od vodećih zrakoplovnih postrojbi bivše JNA i njenog RV i PVO.
117. lap je bio stacioniran na vojnom aerodromu Željava kod Bihaća. 
Oprema i sastav postrojbi koje su bazirale na aerodromu Željava su predstavljale najmoderniji, najskuplji i najelitniji vojni objekt SFRJ. Tu je dolazilo najkvalificiranije osoblje, počevši od pilota, avio-mehaničara i ostalih službi.
117. lap je u svom sastavu imao 124. i 125. lovačku eskadrilu, a uz njih na Željavi je bila stacionirana i 352. izviđačka eskadrila koja je bila pod izravnim zapovjedništvom SSNO (Savezni Sekretarijat za Narodnu Obranu) iz Beograda, a kasnije je ušla u sastav 117.lap.  U sastav 117. lap je pripadala i 129. lovačka eskadrila, koja je bazirala na aerodromu Pula gdje se, umjesto na Batajnici, od 1982. godine vršila  
preobuka na avion MiG-21. Tijekom službovanja na Željavi, osim osnovnog pilotskog poziva, Borović je bio nastavnik letenja na avionima NL-12 (MIG-21U-400/600), NL-14 i NL-16 (MIG-21UM), te instruktor letenja na simulatoru za avion MIG-21.

### Prelet iz Bihaća u Pulu (4. veljače 1992.)

#### Planiranje i priprema
Tijekom dramatičnih i krvavih događaja koji su pratili raspad SFRJ, Danijel Borović (tada kapetan 1. klase) kao Hrvat nije mogao mirno gledati brutalni rat koji je JNA počela otvoreno voditi protiv Slovenije i Hrvatske. To je vrijeme kada mnogi Slovenci i Hrvati napuštaju redove JNA.
Neki od pilota Hrvata na Željavi dobivaju upute iz Zagreba da što dulje ostanu u Bihaću, kako bi se imao kakav-takav uvid u aktivnosti JNA i RV i PVO. Također im se sugerira da prelazak, kad za to dođe vrijeme, po mogućnosti izvrše borbenim avionom, jer je Hrvatska u to vrijeme raspolagala samo sa sportskim i poljoprivrednim avionima.
Danijel Borović, kao najsumnjiviji još od rata u Sloveniji, jer je vješto izbjegao sve letove, taj zadatak preuzima na sebe. Realizacija tog plana nije bila nimalo jednostavna, jer su Bihać i Željava, već mjesecima bili sa svih strana okruženi srpskim snagama.
Nakon preleta Rudolfa Perešina u Klagenfurt, 25. listopada 1991., piloti Hrvati i njihove obitelji bili su pod posebnom prismotrom KOS (Kontra Obavještajna Služba) JNA i SDB (Služba Državne Bezbjednosti).
U strahu da ne ponove Perešinov pothvat, administrativnim preprekama onemogućavano im je letenje, slanjem na izvanredne liječničke preglede i sl., a zapovjednik 5.korpusa general Bajić je prijetio "pritvaranjem svakoga tko pokuša i jednu fotelju iznijeti iz stana".
Početkom 1992. Danijela Borovića vraćaju na letenje, isključivo na dvosjedu u ulozi nastavnika, a istovremeno mu njegova osoba za kontakt sa Zagrebom, prenosi informaciju da se prelet treba obaviti najviše 10-15 dana nakon međunarodnog priznanja Hrvatske, koje je i uslijedilo 15. siječnja 1992.
Svaka ideja bijega avionom sa Željave je trebala biti usklađena, kako s tehničkim detaljima leta, tako i s istovremenim izvlačenjem njegove supruge Snježane i petogodišnjeg sina Vanje, na sigurni teritorij Republike Hrvatske.
U realizaciji plana mu pomaže kolega pilot Miroslav Peris, kojeg je Borović uključio u pripremu operacije preleta (poginuo 14. rujna 1993. tijekom borbenog leta za HRZ kod Vrginmosta, danas Gvozd). Peris, dan uoči preleta, javlja u Zagreb rutu leta koju je Borović odredio za let od Bihaća do Pule, a na dan preleta telefonom signalizira nekome u Bihać da započne izvlačenje supruge i sina na sigurno. Iz sigurnosnih razloga i  mogućnosti otkrivanja planiranog preleta, početak izvlačenja obitelji planiran je na samo dva sata prije polijetanja.
Tehnički detalji plana su, između ostaloga, tražili uvid u meteo situaciju i odabir trase preleta uz dogovor s hrvatskom stranom da se spriječi eventualno borbeno djelovanje na avion prilikom preleta.
Vrlo bitno je bilo izvesti  plan tako da se ne zna na koji aerodrom će avion sletjeti, jer je postojala prijetnja JNA da će uništiti svaki aerodrom na koji sleti eventualni prebjeg.

#### Prelet
Prilika se ukazala 4. veljače 1992. i toga dana oko 14 sati, Peris telefonom šalje signal osobi zaduženoj za izvlačenje Borovićeve supruge Snježane, koja je sa sinom Vanjom već bila u drugom dijelu grada Bihaća, zvanom Prekounje,kod prijatelja muslimana i čekala da netko dođe po njih. Taj trenutak je označio točku s koje nema povratka.
Toga dana su piloti Borovićeve eskadrile uvježbavali presretanje u noćnim uvjetima i u parovima su polijetali sa Željave, u  razmacima od pet minuta, leteći u smjeru Bosanski Petrovac - Drvar, gdje je bila zona čekanja za presretanje nadolazećeg aviona-cilja.
Borović je sa svojim avionom MIG-21bisK (17133 c/n N2119) trebao poletjeti u 17:05 i nakon odvajanja od vođe para, najkraćim putem sletjeti u Puli oko 17:20, tren prije mraka.
Zbog organizacijskih problema na Željavi (kašnjenja cisterni s gorivom), polijeće tek u 17:33, a uz to se meteo situacija u međuvremenu drastično pogoršala, pa prvobitno planirana ruta leta preko sjevernog dijela Like i prijevoja Vratnik nije bila izvediva.
Borović nakon polijetanja zauzima položaj iza vođe u radarskoj koloni, malo bliže od uobičajenog i sluša na radio-vezi kada će se javiti pilot drugog aviona, koji je trebao poletjeti pet minuta iza njih i glumiti metu za uvježbavanje presretanja. Borović zna da će se u trenutku njegovog javljanja, časnik za navođenje baviti identifikacojom novog odraza na radarskom ekranu, pa u trenutku javljanja, Borović izvođenjem naglog manevra "prevrtanje", okreće avion na leđa i odvaja se od vođe para naglim spuštanjem prema vrhovima planina,koje uočava jer su prekriveni snijegom i s namjerom da ga ne može uočiti radar s Ličke Plješivice. Dalje leti brzinom malo manjom od brzine zvuka prema Zadru, odakle planira zauzeti smjer leta prema Cresu i onda aerodromu uPuli.
Sljedećih desetak minuta vješto se koristi činjenicom da osmatrački radar na manjoj međusobnoj udaljenosti stapa dva odraza aviona u jedan, pa održava radiovezu s časnikom za navođenje na radarskoj postaji Plješevica, pretvarajući se da i dalje leti u paru s vođom pare, presrećući cilj. Time si osigurava dodatno vrijeme, u kojem časnik za navođenje neće shvatiti što se uistinu događa.
Ipak, nepredviđena promjena trase leta, zbog pogoršanja meteo situacije i nadolazak mraka, nepostojanje radio veze, nemogućnost komunikacije s bilo kime na hrvatskoj strani, nepostojanje zemaljskih radio-navigacijskih sredstava (uništene ili isključene), let pretvaraju u izuzetno dramatičan događaj sa neizvjesnim ishodom.
Boroviću je preostalo da se pouzda u jedino što ima u tom trenutku, a to su njegovo letačko iskustvo i samo osnove navigacije: kurs, brzina i štoperica.
Dodatnu komplikaciju na sve spomenuto je stvaralo i tadašnje zamračenje priobalja Hrvatske, zbog ratnih uvjeta, jaka sumaglica i noć, tako da usprkos velikom iskustvu i poznavanju predjela u kojima se let odvijao, nakon lutanja sjevernim Jadranom i Kvarnerom, nije mogao uočiti vizure velikog grada poput Rijeke, čija bi mu pozicija  poslužila kao točka za daljnju orijentaciju i pronalazak smjera leta prema aerodromu Pula.
Nakon bezuspješnog pokušaja u traženju piste Zračne luke Pula, koja je za tu priliku, prema dogovoru trebala biti osvijetljena tek kamionskim farovima, Borović iznad Kvarnerskog zaljeva razmišlja čak i o katapultiranju iz aviona, jer je u međuvremenu potrošio gorivo, ostalo mu je za nekih 10-ak minuta leta.
Usprkos najtežim vremenskim uvjetima, mraku, neosvjetljenju piste i okolice, te prema procjeni pilota koji su čekali uz pistu u Puli, da nema ni minimuma meteo-uvjeta potrebnih za slijetanje na pulski aerodrom, Borović uočava bljedunjavo treperavo svjetlo u daljini iznad ruba kabine aviona i jačim naginjanjem aviona, ispod sebe ugleda žute trake, tj. svjetla farova vozila ispred piste u Puli. Kreće u prilaz za slijetanje, pokušavajući poravnati te žute trake i treperavo svjetlo u daljini. Ubrzo prelijeće te žute trake i dalje leti kroz mrak, gledajući samo treperavo svjetlo u daljini, približavajući se crnoj površini ispod sebe, ne znajući koliko ima do početka piste, ali vršeći sve potrebne radnje na održavanju potrebne brzine i visine u prilazu na slijetanje. U tome mraku, odjednom osjeti da njegov avion više ne propada i uspješno slijeće na neosvijetljenu i njemu tada potpuno nevidljivu pistu, brzinom od oko 300 km/h. 
Time konačno završava najspektakularnija i najneizvjesnija, a ujedno i najmanje eksponirana herojska epizoda Domovinskog rata koja je omogućila ustrojavanje lovačke avijacije HRZ-a. 
Dva dana kasnije u Zagrebu se sreće sa suprugom i sinom, koji su također imali dramatično dvodnevno putovanje iz Bihaća u Zagreb, uz višestruka zaustavljanja i provjere na kontrolnim punktovima, gdje su se nagledali četnika, kokardi i redenika municije preko njihovih odora. Supruga Snježana je za izlazak iz okruženja, u kojem se Bihać već tada nalazio, koristila lažni identitet kćeri srpskog inspektora iz SUP-a Bihać, koju s bolesnim djetetom voze na liječenje u Sarajevo.
Zanimljivo je da su sva 4 hrvatska prebjega pilota s avionima, bili upravo kolege (stožerni brigadir Rudolf Perešin, brigadir Ivan Selak i pukovnik Ivica Ivandić) iz jedinica stacioniranih na Željavi. Zahvaljujući toj činjenici, nakon što je 117. lap u proljeće 1992. iz Bihaća prebazirao na aerodrom Ponikve, pored Užica u Srbiji, Borović je iz Zagreba posredno kontaktirao Ivicu Ivandića preko njegove supruge, koja se tada nalazila kod rodbine u Njemačkoj. Tako mu je u Srbiju uputio informaciju o potrebi preleta, jer je tako dogovorio sa Zapovjednikom HRZ-a generalom Imrom Agotićem i potvrdio da će po dolasku biti stambeno zbrinuti, iako do tada ni on niti Perešin nisu dobili stanove.

### Učešće u Domovinskom ratu i karijera u Hrvatskoj vojsci
Nakon preleta Danijel Borović ulazi u sastav Hrvatske vojske s činom bojnika i zajedno s Rudolfom Perešinom radi na formiranju 1. lovačke eskadrile HRZ-a, čiji je zamjenik zapovjednika bio od 1993. do 1995. godine, a od 1995. do 2003. njen zapovjednik.
Na tim funkcijama sudjeluje u svim važnim akcijama Domovinskog rata za koje dobiva i neka odlikovanja i pohvale.
MIG-21bisK (17133 c/n N2119) kojim je Borović napravio prelet, označen je brojem 101, kao prvi MiG-21 u floti HRZ, a 24. lipnja 1992. avion je pogođen i srušen u borbenoj akciji između Prnjavora i Dervente. Tom prilikom pogiba pilot, pukovnik Ante Radoš, a avion je uništen.
Tijekom karijere u Hrvatskoj vojsci Danijel Borović nastavlja obrazovanje i završava:
- Zapovjedno-stožernu školu "Blago Zadro" u Zagrebu (došao na red tek 2000. godine)
- Tečaj za mirovne misije u Kninu
- Školu stranih jezika Hrvatskog Vojnog Učilišta u Zagrebu (1996. godine)
- Fakultet prometnih znanosti u Zagrebu – magistar aeronautike-pilot (1997. godine)

Unatoč svemu što je učinio, te jer je želio ostati profesionalac u vojsci i stranački neopredijeljen, tijekom svih 11 godina službe u HRZ-u napreduje samo jedan čin, od čina bojnika (koji mu je preveden s kapetana 1. klase iz JNA) u veljači 1992. godine, u čin pukovnika 1995. godine, u kojem je i umirovljen 2003. godine.
Nekoliko prijedloga za dodjelu Odličja i promaknuće u čin brigadira (zadnji upućen Zapovjedništvu HRZ i PZO 2001. godine) redom je odbijeno.
Uvidjevši da nema što čekati u Hrvatskoj vojsci, u siječnju 2003. godine, čim su se stvorili potrebni uvjeti za to, potpisuje Izjavu kojom sebe proglašava neperspektivnim kadrom i uz časni otpust odlazi u prijevremenu mirovinu.

## Odlikovanja i pohvale u Republici Hrvatskoj
- Red kneza Domagoja s ogrlicom, dodijeljen za pokazanu osvjedočenu hrabrost i junaštvo u ratu (dodjela 2022.)
- Red Nikole Šubića Zrinskog, dodijeljen za junački čin u ratu (dodjela 1995.)
- Red hrvatskog trolista
- Spomenica domovinskog rata
- Spomenica domovinske zahvalnosti
- Medalja Bljesak
- Medalja Oluja
- Medalja za iznimne pothvate
- Pohvala Načelnika Glavnog stožera oružanih snaga RH,radi iskazane odlučnosti i hrabrosti pilota na vrlo složenim bojnim zadaćama
- Nagrada Načelnika Glavnog stožera oružanih snaga RH,radi iskazane odlučnosti i hrabrosti pilota na vrlo složenim bojnim zadaćama
- Pohvala Zapovjednika HRZ i PZO za primjereno zalaganje u izvršenju zadaća i doprinos u jačanju bojne spremnosti HRZ i PZO
- Pohvala Zapovjednika Zrakoplovne baze Pleso za postignute rezultate i podizanje bojne spremnosti postrojbe
- Pohvalnica Zapovjednika stožera mimohoda OSRH za samoprijegor i istaknuti prinos organizaciji i provedbi Mimohoda OSRH ´97
- Priznanje UHBDR91  "Junak hrvatskog Domovinskog rata"

## Danas
Nakon umirovljenja na osobni zahtjev 2003. godine, s obitelji 2005. godine seli iz Zagreba u rodni Kneginec, pored Varaždina, gdje se nakon završetka izgradnje i uređenja obiteljske kuće, uključuje u politički život općine kao vijećnik i Predsjednik općinske podružnice Hrvatske narodne stranke (HNS). Od 2012. do 2015. godine radi kao član Uprave-direktor TD "Varaždin Airport", koje je bilo operator međunarodnog aerodroma Varaždin.
Sa suprugom Snježanom, koja je do umirovljenja radila u Varaždinskoj županiji, napisao je knjigu "Prelet za Hrvatsku" u kojoj se isprepliću njegova i njena priča iz tog vremena. Nakon puno pokušaja i niza godina, knjiga je tiskana i prigodno predstavljena javnosti 04.02.2020. godine, uz obilježavanje 28. obljetnice preleta.
Sin Vanja završio je Fakultet organizacije i informatike u Varaždinu.